# Sara Bilbatua
Sara Bilbatua Arrizabalaga (1958 - ) es una directora de casting española que fue una de las pioneras en la aplicación de esta técnica en las producciones cinematográficas y audiovisuales españolas. Estudió psicología e interpretación de teatro. Mantiene una importante agencia de casting, Tanami Casting, y participa ocasionalmente en diferentes cursos y seminarios de "orientación al casting", "interpretación delante de la cámara" o "el objetivo en el casting".

## Biografía
Sara Bilbatua nació en la ciudad guipuzcoana de Éibar en el a País Vasco (España) el 21 de agosto de 1958. Después de realizar sus estudios de primaria y bachillerato en Éibar se trasladó a San Sebastián para estudiar psicología en la Universidad del País Vasco donde se licenció en 1986.
Un año después se traslada a Madrid a estudiar arte dramático en el laboratorio de teatro William Layton durante tres años. Es al final de ese periodo donde comienza a mezclar la psicología con el arte dramático dando forma a lo que sería la dirección de casting.
En 1994 se estrena la película Justino, un asesino de la tercera edad dirigida por el grupo denominado "La cuadrilla" compuesto por Santiago Aguilar Alvear y Luis Guridi en la que Sara participa en la selección de actores. 
La influencia de la importancia de las técnicas de selección de actores procedentes de Estados Unidos fueron instaurándose en la industria cinematográfica española y Sara Bilbatua junto a directores como Isabel Coixet las van desarrollando. 
La aplicación de las técnicas de casting en la selección de actores se va generalizando y pasa a la televisión de la mano de Eva Lesmes y Chus Gutiérrez con quien Sara participa en sendas series. De la TV se pasaría a la publicidad abarcando la totalidad de la producción audiovisual y pasando también a la representación teatral.
Es socia de CIMA (Asociación de mujeres cineastas y de medios audiovisuales)

## Algunos trabajos realizados
Los trabajos en los que Sara Bilbatua ha intervenido son muy numerosos tanto en cine televisión y publicidad. Destacan, por su importancia en el grado de producción y transcendencia los cinematográficos y los televisivos.

### Cine
Entre los muchos trabajos realizados en cine se pueden destacar los siguientes;
- La soledad (2007). Dirección: Jaime Rosales.
- El laberinto del fauno' (2006). Dirección: Guillermo del Toro.
- El caballero Don Quijote (2002). Dirección: Manuel Gutiérrez Aragón.
- Hable con ella (2002). Dirección: Pedro Almodóvar.
- Fausto 5.0'(2001). Dirección: Isidro Ortiz, Álex Olle, Carlos Padrissa.
- Lucia y el sexo (2001). Dirección: Julio Medem
- Los lobos de Washington (1999).  Dirección: Mariano Barroso.
- Todo sobre mi madre  (1999).Dirección: Pedro Almodóvar.
- Los amantes del círculo polar (1998). Dirección: Julio Médem.
- Airbag (1997). Dirección: Juanma Bajo Ulloa.
- La buena vida (1996). Dirección: David Trueba.
- Justino, un asesino de la tercera edad (1994). Dirección: Santiago Aguilar, Luis Guridi.[2]

### Televisión
Para la pequeña pantalla Sara Bilbatua ha participado en varios proyectos entre los que se destaca los siguientes:
- La Lujuria. Dirigida por Daniel Calparsoro.
- Con el diez a la espalda. Dirigida por Eduard Cortés.
- La Atlántida. Dirigida por Belén Macías.
- Tránsfuga. Dirigida por Jesús Font.
- Mónica. Dirigida por Eduard Cortés.
- No estás sola, Sara. Producida por Ficciona Media para TVE.
- Hermanos y detectives. Para la productora Cuatro Cabezas.
- La Señora. Para la productora Diagonal TV
- Gran Reserva. Para Bambú Producciones
- Estados alterados, Maitena. Para  Cuatro Cabezas.
- Amar en tiempos revueltos. Para Diagonal TV.
- A las 11:00 en casa. Dirigida por Eva Lesmes y José Pavón.
- Ellas son así. Dirigida por Chus Gutiérrez.
- A tortas con la vida. Dirigida por Juan Luis Iborra y José Antonio Escribá[2]
- Traición. Producida por Bambú Producciones para TVE.